# Transformice
Transformice é um jogo de plataforma multiplayer online gratuito, desenvolvido pela Atelier 801. Criado pelos desenvolvedores franceses Melibellule(Melanie Christin) e Tigrounette(Jean-Baptiste Le Marchand), a primeira é responsável pela arte e gráficos do jogo, enquanto Tigrounette cuida da programação e das mecânicas. O jogo foi lançado como um jogo de navegador em 1º de maio de 2010, e mais tarde chegou a Steam como um jogo gratuito em 30 de janeiro de 2015.
Transformice pode ser jogado diretamente no navegador que tenha Adobe Flash Player ativo, no aplicativo standalone oficial via Adobe AIR, ou pela Steam. Até 2012, o jogo já contava com 10 milhões de contas criadas; esse número subiu para 60 milhões em 2015, 70 milhões em 2017, e atingiu 100 milhões em 2019.
Transformice também já foi o jogo de navegador que mais teve players online jogando simultaneamente, com mais de 86 mil jogadores online ao mesmo tempo. Passando o recorde do Habbo Hotel, de quase 70 mil usuários simultâneos.

## Jogabilidade

### Objetivo e Mecânicas do Jogo

Logotipo do jogo

O principal objetivo do jogo é coletar um pedaço de queijo colocado em pelo menos um local do mapa. Os jogadores controlam um rato usando as Teclas direcionais ou as teclas WASD para correr, agachar, pular e realizar diversas técnicas, como salto na parede (wall jumping), salto longo (long jumping), viradas rápidas (turn arounds) e salto na quina (corner jumping). Para coletar o queijo, o jogador deve tocar nele com o rato e, em seguida, levá-lo de volta à toca do mapa para concluir a rodada. A quantidade de queijos e tocas varia entre os mapas.
Os jogadores recebem pontos em um placar atualizado em tempo real. Pontos extras são concedidos aos três primeiros colocados. A coleta de queijo é registrada permanentemente nas estatísticas do jogador quando há pelo menos dois jogadores na sala. Além disso, quem terminar em primeiro lugar em salas com onze ou mais jogadores recebe um reconhecimento especial. Cada mapa tem um tempo limite geral de dois minutos, mas ele pode ser trocado antes caso todos os jogadores completem o mapa ou morram. Se o Shaman morrer ou restarem apenas dois ratos vivos, o cronômetro muda para 20 segundos. Morrer adiciona um ponto ao placar do jogador, independentemente do momento do jogo ou da causa da morte.

### O Papel do Shaman
Quando um jogador atinge a maior pontuação no placar, ele se torna o Shaman no próximo mapa em que essa função for necessária. O Shaman tem o objetivo de ajudar os outros ratos a pegar o queijo e levá-lo à toca. Cada rato que concluir o mapa sob sua orientação concede ao Shaman um "resgate", registrado no perfil do jogador. Para auxiliar os ratos, o Shaman pode invocar objetos como tábuas, caixas, bigornas, espíritos e balões para construir pontes, estruturas e dispositivos que ajudem a superar obstáculos. Ele também pode fixar esses objetos usando pregos de diferentes cores: os pregos vermelhos mantêm o objeto preso ao chão, mas permitem sua rotação; os amarelos conectam-se a outros objetos, principalmente os com pregos vermelhos, mantendo sua posição fixa, mas permitindo movimentação; já os pregos azuis ligam dois objetos, mas de forma solta, permitindo rotação.
Ao atingir 1.000 resgates como Shaman, o jogador pode optar por ativar o "modo difícil". Nesse modo, o Shaman não pode usar pregos vermelhos para ancorar objetos nem a ferramenta Espírito, que empurra ratos e objetos com um clarão de luz. Em compensação, pode criar um "totem", construído em um editor dentro do jogo. O totem pode conter até 20 objetos, sendo permitido apenas um prego vermelho como âncora. Após ser criado, o totem pode ser invocado instantaneamente, funcionando como uma estrutura pré-fabricada, mas só pode ser usado uma vez por mapa.
Depois de salvar 5.000 ratos no total, sendo 2.000 no modo difícil, o jogador desbloqueia o "modo divino", lançado em 26 de maio de 2014. Além das restrições do modo difícil, o Shaman no modo divino não pode usar pregos amarelos, que estabilizam a maioria dos objetos, nem invocar um totem. Apesar dessas limitações, ele pode gerar objetos disponíveis em praticamente qualquer ponto do mapa.

### Sistema de Economia e Personalização
O queijo coletado também serve como moeda no jogo. Os jogadores podem usá-lo para comprar roupas virtuais para seus ratos na loja do jogo. Além disso, há a opção de adquirir esses itens com "fraises", uma moeda virtual que pode ser comprada com dinheiro real. Os itens são apenas estéticos e não conferem vantagens no jogo.
Os jogadores podem criar seus próprios mapas usando um editor interno. Para que um mapa seja validado, seu criador deve conseguir coletar o queijo e levá-lo até a toca. Depois de validado, o jogador pode submetê-lo à rotação oficial do jogo por 40 queijos.

### Sistema de Progressão
Um sistema de conquistas concede títulos e medalhas aos jogadores. Os títulos são obtidos ao coletar um certo número de queijos, alcançar uma quantidade específica de vitórias em primeiro lugar, acumular resgates como Shaman, comprar itens na loja e participar de eventos. Já as medalhas são concedidas ao comprar qualquer tipo de pelo na loja (exceto os padrões) e ao concluir eventos.
Em 29 de julho de 2013, foi introduzido um sistema de experiência e níveis, permitindo que os jogadores desbloqueassem habilidades e características para o Shaman ao coletar queijos e salvar ratos. As habilidades estão divididas em cinco categorias: Guia Espiritual (foca no resgate de ratos), Mestre dos Ventos (aumenta a mobilidade do Shaman), Mecânico (fornece mais opções de construção), Selvagem (fortalece objetos e ratos) e Físico (amplia o poder do Shaman).

### Trolling e Interação
O trolling é considerado parte do jogo, conforme mencionado no menu de "Regras do Jogo". Alguns jogadores ocasionalmente optam por trollar, seja como Shaman ou como rato normal.
Shamans podem atrapalhar os ratos ao matá-los com bolas de canhão e outros objetos, criar estruturas que causem lag, ou impedir o progresso construindo barreiras impossíveis de atravessar. Ratos normais podem trollar ao prolongar a rodada intencionalmente sem pegar o queijo ou empurrar as construções do Shaman para fora do mapa. Em mapas com detecção de colisão, também podem empurrar outros ratos, incluindo o Shaman, para fora do cenário. Além disso, os jogadores podem usar consumíveis para desestabilizar as construções do Shaman ou atrasar outros ratos. Alguns consumíveis comuns incluem lápides, baiacus, bolas, bolas de neve, abóboras, galinhas, aviõezinhos de papel, bolinhas de papel e orbes de energia.

## Desenvolvimento

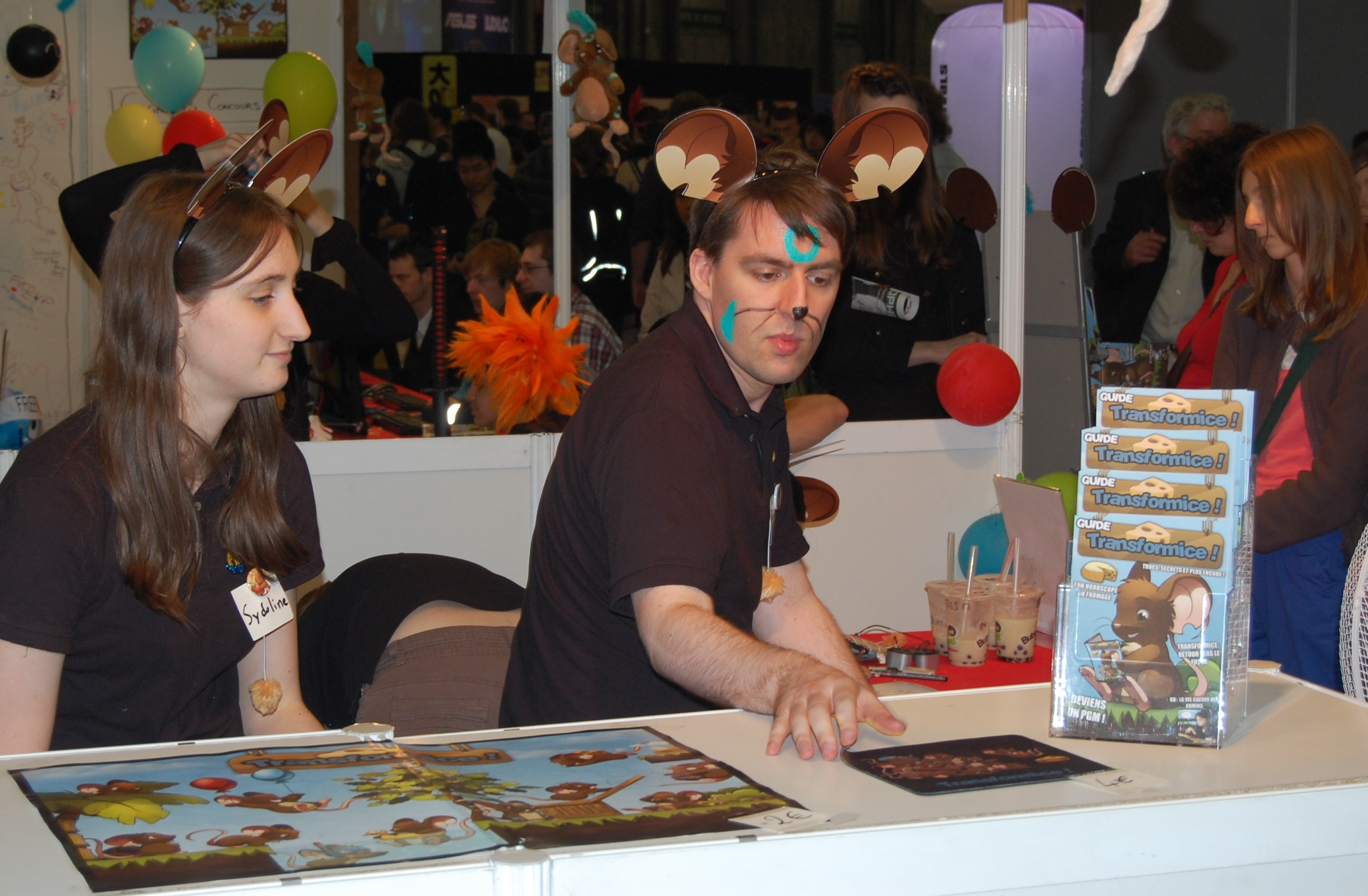
Sydoline(ex-administradora do jogo) à esquerda, Tigrounette à direita

O jogo foi desenvolvido por Melibellule (Mélanie Christin) e Tigrounette (Jean-Baptiste Le Marchand). Os dois se conheceram no trabalho e se tornaram amigos. A ideia de Transformice surgiu quando decidiram colaborar para criar um jogo juntos. Tigrounette já tinha experiência no desenvolvimento de jogos e queria que Melibellule contribuísse com sua experiência em arte para criar os visuais. Melibellule sugeriu a ideia de um pequeno rato que precisaria pegar um pedaço de queijo e levá-lo para a toca o mais rápido possível. O nome "Transformice" veio de um conceito original presente no jogo, onde os ratos se transformavam em objetos para que os outros chegassem eu seu objetivo.
Antes de Transformice, Tigrounette trabalhou em outro jogo online em Flash chamado Aaaah!, lançado em abril de 2008. O objetivo do jogo era controlar um personagem semelhante a um boneco-palito através de um mapa escuro para alcançar uma farmácia. O jogo possuía mecânicas semelhantes às de Transformice, pois vários jogadores competiam pelo mesmo objetivo enquanto um jogador com mais pontos atuava como guia, podendo desenhar caminhos para ajudar os outros a chegarem ao destino. Esse jogo também contava com um editor de mapas.

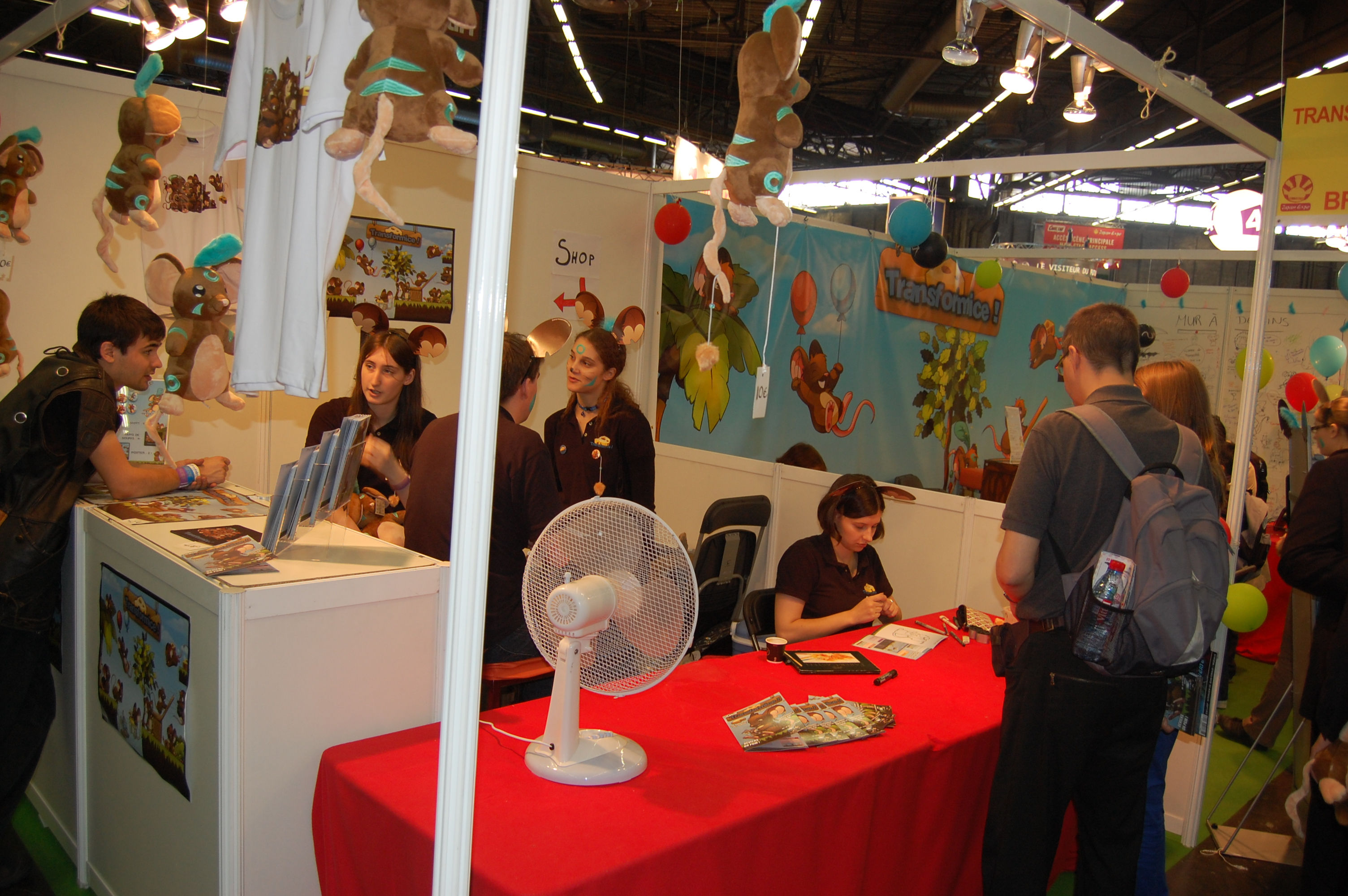
Mellibellule sentada autografando livros durante a Japan Expo de 2012

Após deixarem seus empregos, Melibellule e Tigrounette fundaram o estúdio independente Atelier 801, tornando-se co-CEOs. Posteriormente, a empresa lançou outros jogos, como Run for Cheese!, Bouboum, Nekodancer, Fortoresse, Dead Maze e Tomb Rumble. Um jogo derivado chamado Transformice Adventures que ao contrário do original, seria um role-playing game multijogador online, mas ainda mantendo a temática de Transformice. A equipe pediu cerca de 112 mil dólares, e já havia obtido 45 mil quando decidiu cancelar a campanha no dia 21. Eles disseram que os custos do jogo, assim como as recompensas, foram mal calculados, preferindo reembolsar os apoiadores. Apesar disso, o jogo ainda está sendo desenvolvido, e ainda há uma possibilidade de uma nova campanha de financiamento no futuro.
Em 12 de janeiro de 2022, Melibellule anunciou que iria se retirar da equipe da Atelier801 e se afastar do desenvolvimento do jogo para se cuidar do diagnóstico de câncer de mama e também para participar de outros projetos pessoais.

## Recepção
O jogo foi reconhecido pelos sites Kotaku, Rock, Paper, Shotgun e PC Gamer. Em 2010, a GameOgre reconheceu Transformice como o melhor jogo browser de 2010. O jogo também recebeu o People's Choice Award no Flash Gaming Summit 2011 da Mochi Media. O jogo foi indicado para a categoria de jogo indie de 2012, estando entre o top 100 da categoria, de acordo com o Indie DB.